# OA-7 (konvooi)
OA-7 was een geallieerd scheepskonvooi tijdens de Tweede Wereldoorlog. Het konvooi werd aangevallen toen het de zuidwestelijke eilanden van Groot-Brittannië voorbij voer. Het konvooi ging conform de konvooi-lettermarkering van Engeland naar Noord-Amerika en zuidwaarts de Atlantische Oceaan op.

## Geschiedenis
Konvooi OA-7, die ten zuidwesten van de Scilly-eilanden voer, werd aangevallen op 21 september 1939 door de enige Duitse onderzeeër die daar in de buurt was. Na 14.10 uur begon de U-35 onder bevel van Werner Lott met een aanval op het konvooi en lanceerde een torpedo-aanval op een tanker en op een torpedojager. De drie afgevuurde torpedo's misten hen beiden. Het Britse tankschip Teakwood van 6014 ton werd wel getroffen. De Teakwood werd alleen beschadigd in die aanval. Werner Lott moest de aanval beëindigen en wegduiken voor naderende escorteschepen. Konvooi OA-7 kon zijn reis verder zetten.